# Plavnica
Plavnica (maďarsky Palonca do roku 1907 Plavnica) je obec na Slovensku v okrese Stará Ľubovňa. Žije zde přibližně 1 700 obyvatel. První písemná zmínka o obci pochází z roku 1325.
Obec se nachází v údolí potoka Šambronka v oblasti Levočských vrchů. Tvoří ji následující části: Funduš, Popodstav, Píla, Rurkováne, Hlinik, Cehelna, Taborisko a Paľenčufka.